# Лесное (Крым)
Лесно́е (до 1948 года Суу́к-Су; укр. Лісне, крымскотат. Suvuq Suv, Сувукъ Сув) — село на юго-востоке Крыма. Входит в Городской округ Судак Республики Крым (согласно административно-территориальному делению Украины — Дачновский сельский совет Судакского горсовета Автономной Республики Крым).

## Население
| 2001 | 2014 |
| ---- | ---- |
| 581  | ↗610 |

Всеукраинская перепись 2001 года показала следующее распределение по носителям языка
| Язык             | Процент |
| ---------------- | ------- |
| русский          | 54.04   |
| крымскотатарский | 24.78   |
| украинский       | 19.45   |
| другие           | 0.34    |

### Динамика численности
| - 1805 год — 82 чел. - 1864 год — 178 чел. - 1889 год — 312 чел. - 1892 год — 485 чел. - 1902 год — 313 чел. - 1915 год — 0 чел. | - 1926 год — 106 чел. - 1939 год — 435 чел. - 1989 год — 471 чел. - 2001 год — 581 чел. - 2009 год — 549 чел. - 2014 год — 610 чел. |

## География
Расположено в центральной части территории горсовета, в долине юго-восточного склона Главной гряды Крымских гор, образованной небольшой речкой Суук-Су (она же Судак), у впадения в неё левого притока Эски-Юрт, высота центра села над уровнем моря 250 м. Расстояние до Судака около 14 километров (по шоссе) к северу, ближайшая железнодорожная станция — Феодосия — примерно в 44 километрах. Соседние населённые пункты — Дачное в 5,5 км на юго-запад (по шоссе около 9 км) и Переваловка в 2 км севернее. Транспортное сообщение осуществляется по региональной автодороге 35К-006 Судак — Грушевка (по украинской классификации — P-35).

## Современное состояние
На 2018 год в Лесном числится 12 улиц; на 2009 год, по данным сельсовета, село занимало площадь 41,6 гектара на которой, в 300 дворах, проживало 549 человек. В селе действуют фельдшерско-акушерский пункт, сельский клуб. Лесное связано автобусным сообщением с Судаком, городами Крыма и соседними населёнными пунктами.

## История
Первыми жителями нынешнего села, по результатам археологических исследований, были ещё тавры. Имеются данные о наличии в Лесном некрополей византийских христиан раннего средневековья. Также найдены остатки гончарных (с большими двухъярусными горнами для обжига амфор) и бронзолитейных мастерских VIII—X века. Упоминается деревня Суук-Су в «Книге путешествий» Эвлии Челеби под 1667 годом 
Это деревня с двумя сотнями домов, одной мечетью, одной баней и одним постоялым двором.
 Документальное упоминание селения встречается в «Османском реестре земельных владений Южного Крыма 1680-х годов», согласно которому Согуксу входил в Судакский кадылык эялета Кефе. Всего упомянуто 19 землевладельцев, из них двое из других селений (все мусульмане), владевших 864-мя дёнюмами земли. После обретения ханством независимости по Кючук-Кайнарджийскому мирному договору 1774 года «повелительным актом» Шагин-Гирея 1775 года селение было включено в Крымское ханство в состав Бакчи-сарайского каймаканства Мангупскаго кадылыка, что зафиксировано и в Камеральном Описании Крыма… 1784 года.
После присоединения Крыма к России (8) 19 апреля 1783 года, (8) 19 февраля 1784 года, именным указом Екатерины II сенату, на территории бывшего Крымского Ханства была образована Таврическая область и деревня была приписана к Левкопольскому, а после ликвидации в 1787 году Левкопольского — к Феодосийскому уезду Таврической области. В конце XVIII века имение Суук-Су было пожаловано адмиралу Николаю Семеновичу Мордвинову. В экономии было устроено образцовое хозяйство, сам адмирал жил в имении с 1799 по 1801 годы (имение Мордвинова существовало даже в 1915 году). С началом Русско-турецкой войной 1787—1791 годов, в феврале 1788 года производилось выселение крымских татар из прибрежных селений во внутренние районы полуострова, в том числе и из Суук-Су. В конце войны, 14 августа 1791 года всем было разрешено вернуться на место прежнего жительства. После Павловских реформ, с 1796 по 1802 год, входила в Акмечетский уезд Новороссийской губернии. По новому административному делению, после создания 8 (20) октября 1802 года Таврической губернии, Суук-Су был включён в состав Кокташской волости Феодосийского уезда.
По Ведомости о числе селений, названиях оных, в них дворов… состоящих в Феодосийском уезде от 14 октября 1805 года, в деревне Суук-Су числилось 12 дворов и 82 жителя, исключительно крымских татар. На военно-топографической карте генерал-майора Мухина 1817 года деревня Суук су обозначена с 24 дворами. После реформы волостного деления 1829 года Сууксу, согласно «Ведомости о казённых волостях Таврической губернии 1829 года» остался в составе Кокташской волости. На карте 1836 года в деревне 36 дворов, как и на карте 1842 года.
В 1860-х годах, после земской реформы Александра II, деревню приписали к Таракташской волости. Согласно «Списку населённых мест Таврической губернии по сведениям 1864 года», составленному по результатам VIII ревизии 1864 года, Суук-Су — владельческая татарская деревня с 25 дворами, 178 жителями и мечетью при речке Суук-Су. По обследованиям профессора А. Н. Козловского начала 1860-х годов, селение «…изобилуют родники прекрасной пресной воды». На трёхверстовой карте Шуберта 1865—1876 года в деревне Суук-Су обозначено 36 дворов. В «Памятной книге Таврической губернии 1889 года» по результатам Х ревизии 1887 года записан Суук-Су с 71 двором и 312 жителями.
После земской реформы 1890-х годов деревня осталась в составе преобразованной Таракташской волости. По «…Памятной книжке Таврической губернии на 1892 год» в безземельной деревне Суук-Су, не входившей ни в одно сельское общество, числилось 485 жителей, домохозяйств не имеющих, а на верстовке Крыма 1893 года обозначено 89 дворов с татарским населением. Всероссийская перепись 1897 года зафиксировала в деревне 610 жителей, из которых 569 мусульман (крымских татар). По «…Памятной книжке Таврической губернии на 1902 год» в деревне Суук-Су, входившей в Мало-Таракташское сельское общество, числилось 313 жителей в 74 домохозяйствах. По Статистическому справочнику Таврической губернии. Ч.II-я. Статистический очерк, выпуск пятый Феодосийский уезд, 1915 год, в имении Суук-Су (графов Мордвиновых) Таракташской волости Феодосийского уезда числился 1 двор без населения. В имении числилось 4839 десятин удобной земли. В хозяйстве имелось 23 лошади, 11 волов и 7 коров.
При Советской власти, по постановлению Крымревкома от 8 января 1921 года была упразднена волостная система и село включили в состав вновь созданного Судакского района Феодосийского уезда,, а в 1922 году уезды получили название округов. 11 октября 1923 года, согласно постановлению ВЦИК, в административное деление Крымской АССР были внесены изменения, в результате которых округа ликвидировались и Судакский район стал самостоятельной административной единицей. Согласно Списку населённых пунктов Крымской АССР по Всесоюзной переписи 17 декабря 1926 года, в селе Суук-Су, Таракташского сельсовета Судакского района, числилось 30 дворов, все крестьянские, население составляло 106 человек, из них 101 татарин, 2 русских, 2 эстонца, 1 белорус, действовала татарская школа. По данным всесоюзной переписи населения 1939 года в селе проживало 435 человек.
В 1944 году, после освобождения Крыма от фашистов, согласно постановлению ГКО № 5859 от 11 мая 1944 года, 18 мая крымские татары были депортированы в Среднюю Азию; на май того года подлежало выселению 209 человек крымских татар; было принято на учёт 30 домов спецпереселенцев. 12 августа 1944 года было принято постановление № ГОКО-6372с «О переселении колхозников в районы Крыма» и в сентябре 1944 года в район приехали первые новоселы (2469 семей) из Ставропольского и Краснодарского краёв, а в начале 1950-х годов последовала вторая волна переселенцев из различных областей Украины. С 25 июня 1946 года Суук-Су в составе Крымской области РСФСР Указом Президиума Верховного Совета РСФСР от 18 мая 1948 года, Суук-Су переименовали в Лесное. 26 апреля 1954 года Крымская область была передана из состава РСФСР в состав УССР. Указом Президиума Верховного Совета УССР «Об укрупнении сельских районов Крымской области», от 30 декабря 1962 года Судакский район был упразднён и село включили в состав Алуштинского района. 1 января 1965 года, указом Президиума ВС УССР «О внесении изменений в административное районирование УССР — по Крымской области» Лесное передано в состав Феодосийского горсовета. В 1979 году был воссоздан Судакский район и село передали в его состав. По данным переписи 1989 года в селе проживал 471 человек. С 12 февраля 1991 года село в восстановленной Крымской АССР. Постановлением Верховного Совета Автономной Республики Крым от 9 июля 1991 года Судакский район был ликвидирован, создан Судакский горсовет, которому переподчинили село. 26 февраля 1992 года Крымская АССР переименована в Автономную Республику Крым. С 21 марта 2014 года в составе Крыма аннексировано Россией, с 5 июня 2014 года в Городском округе Судак.